# 하트 헬스 파크
하트 헬스 파크(Heart Health Park)는 미국의 축구 전용 경기장으로 캘리포니아주 새크라멘토에 위치하고 있으며 USL 챔피언십 새크라멘토 리퍼블릭 FC의 홈 경기장이다.